# Giuseppe Papponetti
Giuseppe Papponetti (Sulmona, 17 aprile 1945 – L'Aquila, 8 luglio 2012) è stato un critico letterario e filologo italiano.

## Biografia

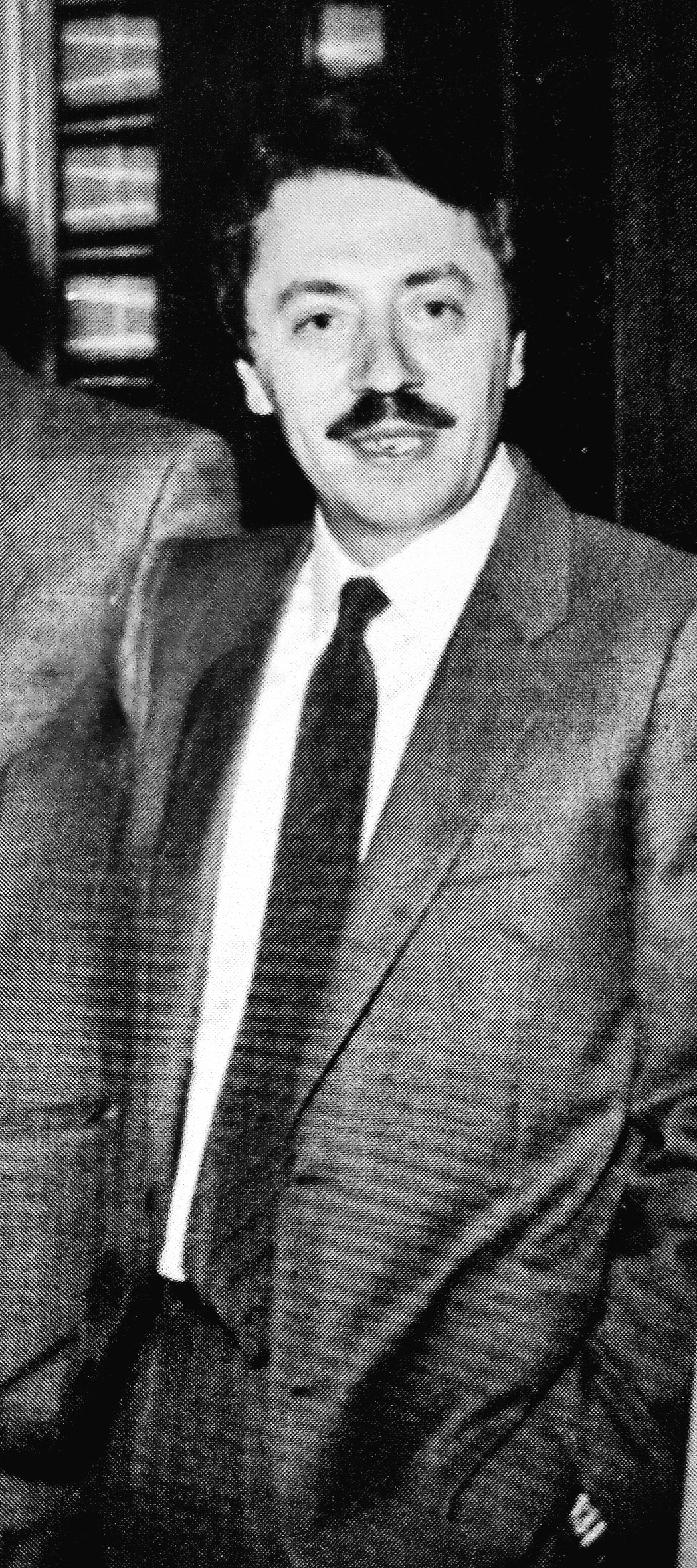
Giuseppe Papponetti

Laureatosi in Lettere Classiche (Paleografia greca e filologia bizantina) all'Università dì Roma "La Sapienza" nel 1967, con una tesi in Paleografia greca, ha svolto attività di insegnamento nei licei dal 1967 al 1996. Organizzatore di numeri convegni internazionali e collaboratore di numerosi quotidiani, periodici e riviste specializzate italiane e straniere, ha dedicato i suoi studi filologici e storico-letterari alla narrativa Italiana e straniera (Dante, Ugo Foscolo, Giuseppe Gioachino Belli, Gabriele D'Annunzio, Carlo Emilio Gadda, Ennio Flaiano, Ignazio Silone, Mario Pomilio, Anna Maria Ortese, Jorge Luis Borges), all'Umanesimo meridionale (Petrarca, Barbato da Sulmona, Boccaccio, Quatrario, Filelfo, Filalite, Manuzio jr, Roscio, Ciofano, Mureto, Lucchitti), alla tradizione umanistica ovidiana e la sua fortuna a stampa, alla storiografia seicentesca (Muzio Febonio, Emilio De Matteis, Vincenzo Mazara) e alle figure di spicco della intelligenza abruzzese otto-novecentesca (Serafini, Dorrucci, De Nino, Faraglia, Pansa, Piccirilli, Celidonio, Capograssi, Mattioli, Bolino).
Critico lucido e acuto, è stato presidente della "Fondazione Capograssi" e promotore del premio di Diritto Giuseppe Capograssi, dedicato al giurista sulmonese. Nel 2009, in polemica con l'amministrazione del comune di Sulmona, ha rassegnato le sue dimissioni dalla presidenza della Fondazione. Membro della giuria del Premio «Flaiano», Giuseppe Papponetti ha fatto parte anche della direzione dell'Istituto nazionale di studi crociani, del Centro studi «Bolino» e del Centro nazionale di studi dannunziani.
In seguito alla pubblicazione del volume Gadda, D'Annunzio e il lavoro italiano, ha ricevuto nel 2003 il Premio della Presidenza del Consiglio dei Ministri, per gli "alti meriti nell'attività critica e ricerca letteraria a livello nazionale".

## Opere
- Sulmona. Microstoria per immagini, Accademia degli Agghiacciati, Sulmona 1983 (con Giuseppe Di Tommaso)
- Lo scrittorio degli umanisti. Barbato da Sulmona fra Petrarca e Boccaccio, L'Aquila, Deputazione Abruzzese di Storia Patria, 1984
- Ovidio a stampa, Sulmona 1989 (con Adriano Ghisetti Giavarina)
- Il "Corfinium" di Marcantonio Luccetti, dal Bollettino DASP LXXIX, L'Aquila 1989
- I sogni antichi di Giuseppe Capograssi. Antologia dai "Pensieri a Giulia", Giuffrè editore, Fondazione "G. Capograssi" Roma-Sulmona, 1993
- Sulmona: città d'arte e di poeti, Carsa, Pescara 1996 (con Ezio Mattiocco)
- Gadda, D'Annunzio e il lavoro italiano, Roma, Fondazione Ignazio Silone, 2002
- Memorie storiche dei Peligni di Emilio De Matteis, Deputazione Abruzzese di Storia Patria, Colacchi, L'Aquila 2006
- D'Annunzio: l'Abruzzo sono io, Nerosubianco edizioni, 2012